# Пунчин Коле Сотано (Кунео)
Пунчин Коле Сотано је насеље у Италији у округу Кунео, региону Пијемонт.
Према процени из 2011. у насељу је живело 9 становника. Насеље се налази на надморској висини од 748 м.